# Iruvar
Pour plus de détails, voir Fiche technique et Distribution.
Iruvar (இருவர்) est un film indien réalisé par Mani Ratnam, sorti en 1997, le 14 janvier, coïncidant avec les fêtes de Pongal .

## Synopsis
Au début du cinéma parlant, dans l'état du Pays Tamoul...
Anandan (Mohanlal), acteur débutant et Tamizhselvam (Prakash Raj), auteur prolifique, deviennent les meilleurs amis du monde. Si, le premier vise le succès au cinéma, au prix de milles efforts, le second espère gravir les marches de la politique, avec l'appui d'un bon réseau. Tous deux, très prometteurs, dans leurs catégories, veulent absolument briller, dans leur pays. C'est alors (au début des années 1950) que Tamizhselvam suggère à son ami, Anandan, de le rejoindre au sein d'un parti régionaliste qui monte et emmené par son charismatique leader, Ayya Vélouthambi (Nasser). En vieux briscard de la politique, Ayya Vélouthambi y voit d'un bon œil l'occasion d'utiliser la notoriété grandissante d'Anandan, pour la vitrine de son mouvement. Il demande dans ce sens, à Tamizhselvam, de rédiger des scénarios qui servent aussi bien Anandan que la cause de leur idéologie. À présent figure incontournable et indispensable de leur courant (au début des années 1960), la star de cinéma (Mohanlal) est dans les petits papiers du fondateur (Nasser), ce qui porte ombrage au stratège (Prakash Raj) et lui fait naitre une pointe de jalousie. Plusieurs années plus tard (en 1969), devenu le parti majoritaire, Ayya Vélouthambi décède d'une longue maladie, en plein mandat, laissant le poste vacant, mais aussi, confusions et questions qui vont mettre à mal l'amitié des deux hommes, à rude épreuve aussi bien Anandan que Tamizhselvam. Leur clans et entourage respectifs profitent pour souffler sur les braises de la discorde entre eux, jusqu'à la rupture, au point de non-retour. C'est ainsi qu'Anandan et Tamizhselvam vont prendre chacun leur chemin et s'opposer au sommet avec férocité, pour le poste de ministre en chef de leur pays. Amis encore hier, ils sont aujourd'hui, les pires ennemis...   

## Fiche technique
- Titre : Iruvar
- Réalisation : Mani Ratnam
- Scénario : Mani Ratnam et Suhasini
- Musique : A. R. Rahman
- Photographie : Santosh Sivan
- Montage : Suresh Urs
- Production : Mani Ratnam
- Société de production : Madras Talkies
- Pays :  Inde
- Genre : Biopic et drame
- Durée : 140 minutes
- Dates de sortie : 
  -  Inde : 14 janvier 1997

## Distribution
- Mohanlal : Anand (Anandan)
- Aishwarya Rai Bachchan : Kalpana / Pushpa
- Prakash Raj : Tamil Selvam (Tamilzhchelvan)
- Gautami : Ramani
- Tabu : Senthamarai
- Revathi : Maragatham
- Nassar : Anna Durai, le leader du parti
- Madhoo : caméo (chanson Narumugaiye)
- Ravi : le manager de Ramani
- Delhi Ganesh : l'assistant d'Anandan
- Sunder Rajan : le commissaire de police

## Critiques
Sujet, hautement sensible, (de par les implications politiques, passé et présent), mais, qui tenait vraiment à cœur, le réalisateur Mani Ratnam, c'est-à-dire, rendre un vibrant hommage, aux icônes tamoules de ces cinquante dernières années, depuis l'Indépendance de L'Inde à la sortie de son Anandan (titre provisoire de son quinzième long-métrage, avant de statuer définitivement sur Iruvar) soit 1947-1997. Mani Ratnam passa donc, en revue la vie de ces quelques grands hommes au destin hors-norme, qui vécurent au Pays Tamoul, tel qu'Anna Doré, Mu.Karunanidi et M.G.Ramachandiran (dit MGR). Ils firent battre des millions de cœurs. Ils furent en leur temps de vrais vecteurs d'influence pour d'innombrables tamouls jusqu'à aujourd'hui. On peut dire qu'il y a un avant et un après, en parlant de ces trois hommes, cinématographiquement et politiquement parlant. C'est cela que Mani Ratnam essaya de "montrer" dans son Iruvar. Le metteur en scène se focalise sur la trajectoire des deux "dauphins" vers la plus haute marche du pouvoir, Anandan alias MGR, par le biais du cinéma et Tamizhselvam alias Mu.Karunanidi, par la voie du suffrage politique. Mani Ratnam met à nu, dévoile l'envers du décors de ces deux légendes, (divinisée pour MGR, après sa disparition, en décembre 1987). Les Tamouls n'apprècièrent point le parti pris du réalisateur, aussi bien les fervents admirateurs de MGR, que les ardents partisans de Mu.Karunanidi. Bien que cela reste une biographie romancée, Iruvar fut donc très mal accueilli dans le Tamil Nadu, où dans certaines villes, les gens le boycottèrent, en ce cinquantenaire de l'indépendance indienne et des dix ans de la disparition de MGR, alors que le cinéaste voulait les célébrer, en grande pompe. Pourtant, l'ouvrage de Mani Ratnam est de l'ordre de l'orfèvrerie, comparé à ses autres œuvres et si l'on occulte l'aspect biographique et de son propre aveux, son préféré. En revanche, Iruvar trouva son public, dans la diaspora tamoule et au fil des ans, son statut de "grand classique du cinéma". Iruvar bénéficia d'une somptueuse bande originale, signée alors, par le jeune compositeur A.R.Rahman.   

## Récompenses
- Filmfare Awards South 1997 :

Meilleur Film
Meilleur Acteur (Mohanlal)
- National Film Awards 1998 (Inde) :

Meilleur Second Rôle (Prakash Raj)
Meilleure Cinématographie (Santosh Sivan)
- Festival Du Cinéma De Belgrade 1997 :

Meilleur Film

## Anecdotes
- Le film fut doublé en télougou avec pour titre Iddaru et puis en malayalam, le film garde le même titre que sa version originale.
- La star du Kérala, Mohanlal et le metteur en scène tamoul, Mani Ratnam travaillèrent déjà, ensemble sur une autre histoire politique, le film malayalam, Unaru, (1984). Originaires tous deux du même état, c'est avec une certaine légitimité que Mohanlal s'approprie MGR, par le biais du personnage : Anandan. Mohanlal possédait la carrure du "MGR" des années 1940/50. Dans la chanson, "Kannai Kattikolathey..." il restitue parfaitement sa gestuelle si spécifique.
- Iruvar permit à l'actrice Aishwarya Rai de faire ses premiers pas, dans le monde du cinéma, sous la férule du cinéaste Mani Ratnam. Elle endossait deux rôles, celui de Kalpana (alias Jayalalidha) et Pushpa (la synthèse des deux épouses de MGR, Thangamani et Sadanandavadi). Il faut attendre une décennie, à l'occasion d'un autre biopic Guru, pour que l'ex-Miss Monde 1994 tourne à nouveau avec le metteur en scène, de ses débuts.
- Mani Ratnam retrouvait, ici, pour la quatrième fois, aussi, la comédienne Révadhi, (l'héroïne de son premier grand succès commercial de 1986, Mouna Ragam). En 1984, Pagal Nilavu marquait la première réalisation tamoule de Mani Ratnam et sa rencontre avec Révadhi. Leur troisième collaboration, le drame, Anjali, à l'orée des années 1990.
- Révadhi et Gauwdhami n'apparaissent pas ensemble, pour la première fois, de leur carrière sur Iruvar, puisqu'elles étaient déjà sur la comédie, Raja Kaiya Vacha avec pour héros, l'acteur Prabhu Gansesan, en 1990, puis dans un grand classique de 1992, Thevar Magan, qui réunissait de deux autres grandes stars masculines, Sivaji Ganesan et Kamal Hassan. Sur Iruvar, donc, elles incarnent respectivement les épouses des deux personnages principaux, à savoir, Maragadham (une combinaison de Padmavadi et Dayalu Ammal, les femmes de Mu.Karunanidi) et Ramani (alias V.N.Janaki, la troisième épouse de MGR).
- L'actrice Tabu qui venait de triompher dans le Pays Tamoul, l'année précédente, en 1996, avec le triangle amoureux, Kadhal Desam, intégrait la distribution d'Iruvar,  avec le personnage de Sendhamarai (Rajathi Ammal, la concubine de Mu.Karunanidi).
- L'acteur Nasser et Mani Ratnam se connaissent bien pour avoir œuvré, ensemble, trois fois par le passé. Nayagan, en 1987, Roja, en 1992 et Bombay, en 1995. Dans Iruvar, il "fait" Ayya Vélouthambi, (l' avatar d'Anna Doré mais aussi, une "allusion" à Périyar), fondateur d'un parti politique régional.
- La sélection de son "Tamizhselvam" (Mu.Karunanidi) fut un vrai casse-tête pour Mani Ratnam. De nombreux acteurs furent en lisse, abordés, testés, avant que le cinéaste ne jette son dévolu sur le comédien Prakash Raj, qui réticent au départ, finit par l'habiter.

## Bande son
La bande originale du film comporte 8 chansons composées par A. R. Rahman. Les paroles furent rédigées par Vaïramuthu.
| 1. | Kannai Kattikolathey    | Hariharan et chorale             | 5:56 |
| 2. | Hello Mister Edirkatchi | Harini, Rajagopal et chorale     | 4:12 |
| 3. | Narumugaye Narumugaye   | Unnikrishnan et Bombay Jayashree | 6:20 |
| 4. | Venilla Venilla         | Asha Bhosle et chorale           | 4:59 |
| 5. | Ayirathil Naan Oruvan   | Mano et chorale d'enfants        | 5:51 |
| 6. | Pookodiyin Punnagai     | Sandhiya                         | 5:31 |
| 7. | Udal Mannuku            | Arvind Swamy                     | 2:54 |
| 8. | Unnodu Naan Irundha     | Arvind Swamy et Dominic          | 2:35 |